# Gloster E.28/39
Gloster E.28/39, (cũng còn có tên gọi khác là "Gloster Whittle", "Gloster Pioneer", hay "Gloster G.40") là loại máy bay đầu tiên của Anh cất cánh nhờ động cơ phản lực. Được phát triển để thử nghiệm mẫu động cơ phản lực mới của Whittle, từ các kết quả thử nghiệm người Anh đã phát triển một mẫu tiêm kích khác là Gloster Meteor.

## Thiết kế và phát triển
Tháng 9/1939, Bộ Hàng không đưa ra chỉ tiêu kỹ thuật cho Gloster nhằm chế tạo một loại máy bay để thử nghiệm vận hành một trong các thiết kế động cơ phản lực của Frank Whittle. Tên gọi E.28/39 bắt nguồn từ chỉ tiêu kỹ thuật ‘’Thử nghiệm’’ số 28 do Bộ hàng không ban hành năm 1939. Chỉ tiêu kỹ thuật E.28/39 yêu cầu máy bay mang 2 khẩu sung máy.303 Browning ở mỗi cánh, nhưng điều này chưa từng được thực hiện trên máy bay.
Giám đốc thiết kế của Gloster là George Carter đã kết hợp chặt chẽ với Whittle và đưa ra một mẫu máy bay nhỏ có cấu hình thông thường. Lối dẫn khí ở mũi và phần đuôi đặt trên họng xả động cơ. Một hợp đồng chế tạo 2 mẫu thử đã được Bộ hàng không ký vào 3/2/1940, chiếc đầu tiên hoàn thành vào tháng 4/1941. Việc sản xuất bắt đầu tại Hucclecote gần Gloucester, nhưng sau đó chuyển sang cho Regent Motors tại Cheltenham High St (giờ là Regent Arcade) vì những cuộc ném bom của Đức.

## Thử nghiệm
Dù các thử nghiệm bay đầu tiên của Anh diễn ra vào đầu Chiến tranh Thế giới II, nhưng người Đức lại đi trước một bước, chuyến bay thử nghiệm mẫu máy bay phản lực đầu tiên của Đức là Heinkel He 178 diễn ra vào ngày 27/8/1939, chỉ trước khi nổ ra chiến tranh vài ngày, địa điểm thử nghiệm He 178 là ở Rostock-Marienehe gần bờ biển Baltic, do Erich Warsitz điều khiển.

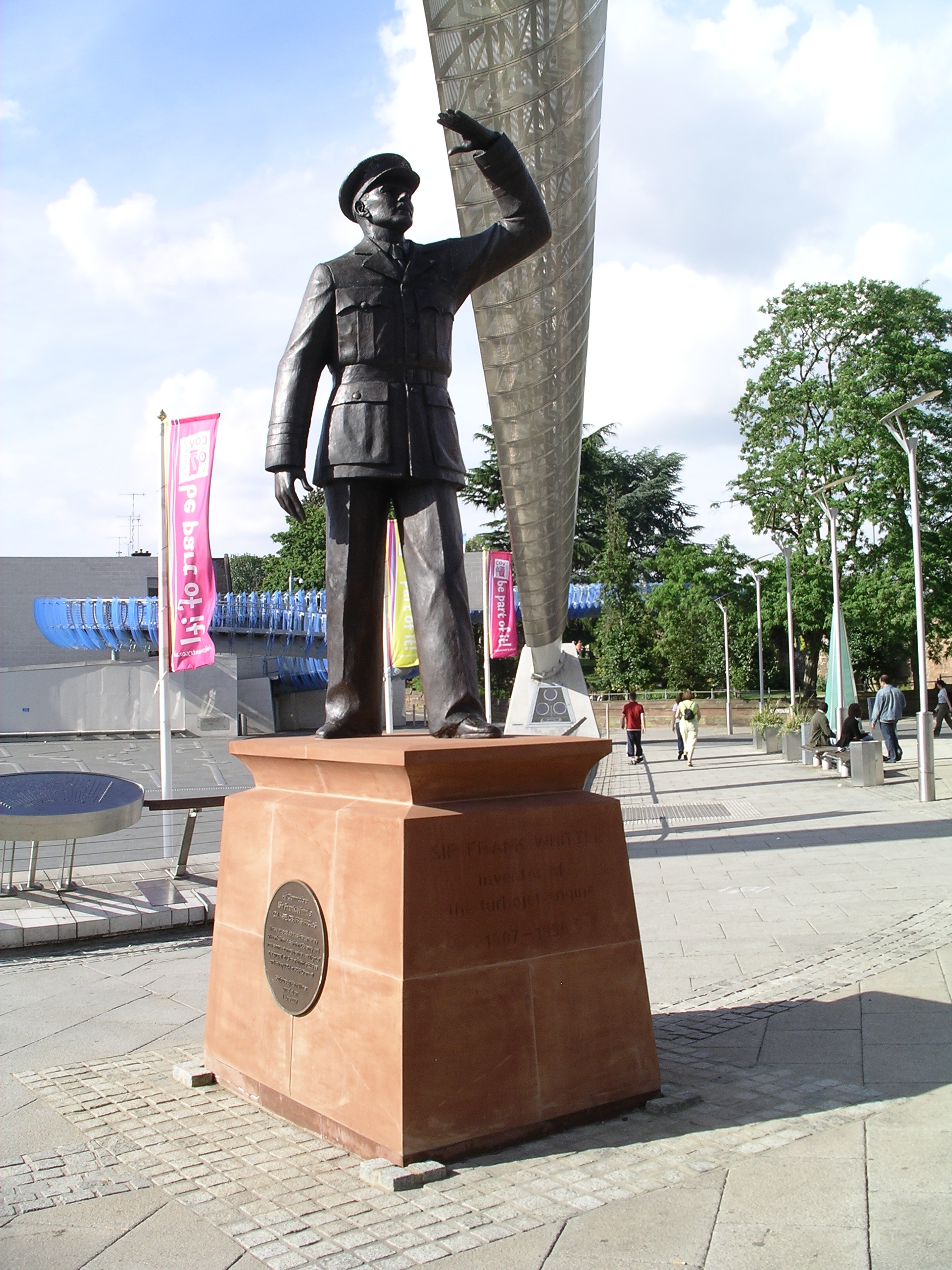
Tượng Ngài Frank Whittle tại Coventry, Anh, mô tả ông đang quan sát chuyến bay của chiếc máy bay có trang bị động cơ phản lực đầu tiên

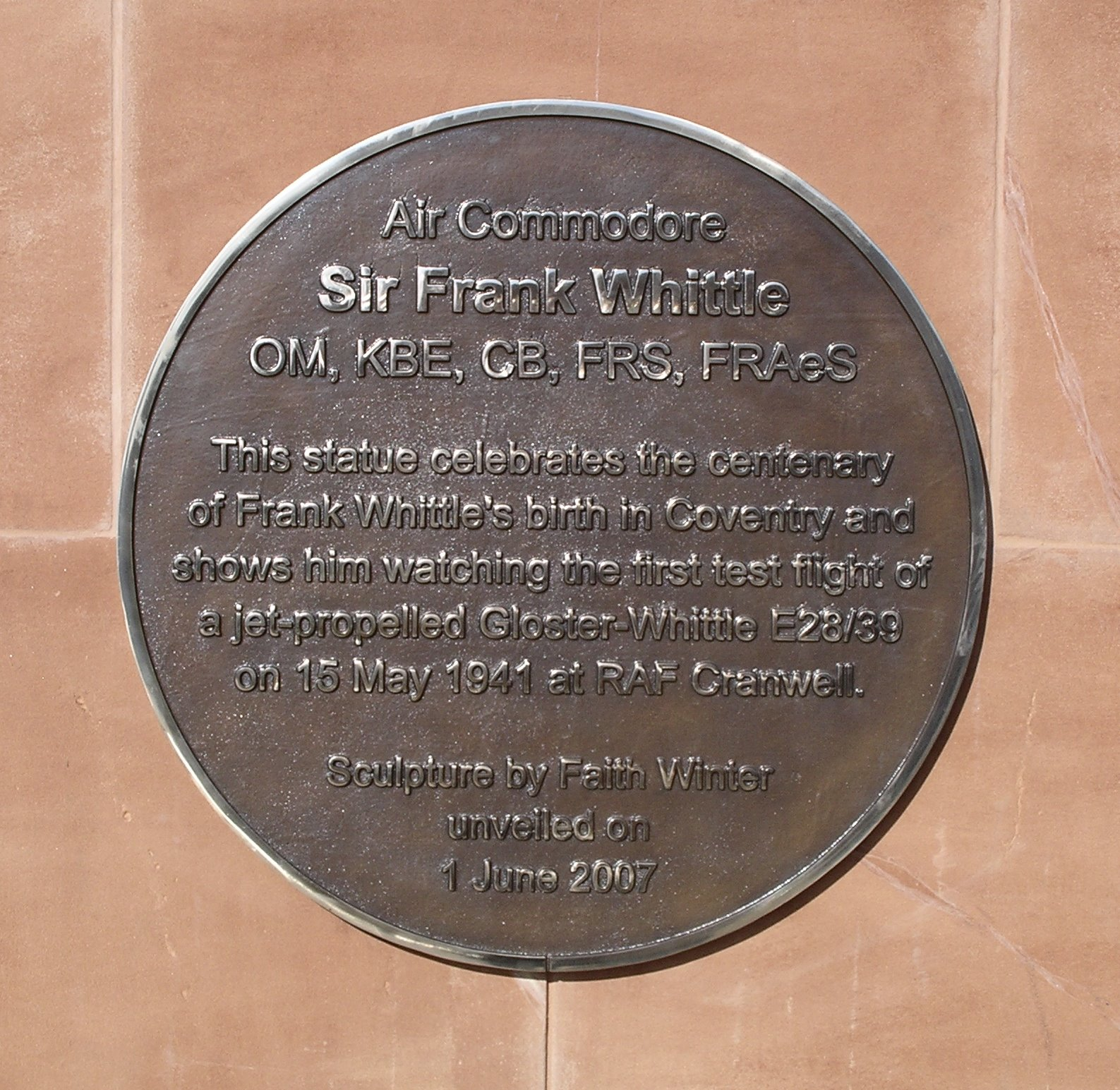
Tấm biển gắn trên tượng Ngài Frank Whittle ở Coventry, Anh

E.28/39 được chuyển tới Brockworth để bắt đầu các thử nghiệm mặt đất vào ngày 7/4/1941, nó sử dụng một động cơ Power Jets W.1. Máy bay đã thực hiện một số chuyến bay ngắn có độ cao khoảng 6 ft ở đường băng cỏ Brockworth. Sau khi những thử nghiệm bay ban đầu hoàn thành, máy bay được trang bị động cơ mới có thể hoạt động trong 10 giờ và được chuyển tới Cranwell, ở đây có một đường băng dài thích hợp cho thử nghiệm. Ngày 15/5/1941, phi công thử nghiệm trưởng của Gloster là Gerry Sayer đã điều khiển chiếc máy bay có động cơ phản lực đầu tiên cất cánh ở RAF Cranwell, gần Sleaford, Lincolnshire. Chuyến bay kéo dài 17 phút và hoàn toàn thành công.
Thử nghiệm tiếp tục với các phiên bản ngày càng hoàn thiện của động cơ vào những tháng sau đó. Vào cuối chương trình thử nghiệm, những đuôi thăng bằng nhỏ được thêm vào gần đầu cánh ở đuôi để cung cấp độ ổn định khi bay vận tốc cao.
Mẫu thử thứ 2 (Số thứ tự W4046) tham gia chương trình thử nghiệm vào ngày 1 tháng 3 năm 1943, ban đầu nó được trang bị một động cơ Rover W2B. Thử nghiệm đã cho thấy các vấn đề nảy sinh với dầu nhờn và dầu động cơ. W4046 do John Grierson và John Crosby Warren (cũng là phi công của Gloster) thay phiên nhau lái, do Michael Daunt thực hiện vào chương trình F.9/40. Tháng 4, W4046 bay tới Hatfield để trình diễn trước Thủ tướng Anh và các thành viên của Bộ tham mưu Không quân. Nó được đưa tới Farnborough và trang bị động cơ W2.B có lực đẩy 1.500 lbf (6,7 kN), máy bay đạt vận tốc 466 mph. Mẫu thử này đã bị phá hủy vào ngày 30/7 trong khi đnag thử nghiệm bay trên độ cao lớn, nó gặp tai nạn do hỏng hóc cánh. Cánh ‘’bị kẹt, khiến máy bay mất điều khiển". Phi công thử nghiệm đã nhảy dù thành công từ độ cao 33.000 ft.
Mẫu thử đầu tiên được trang bị động cơ W2/500 có lực đẩy 1.700 lbf (7,6 kN). Nó đã đạt tới độ cao 42.000 ft, nhưng máy bay không đạt được vận tốc lớn do sức chứa nhiên liệu hạn chế. Phi công nhận xét trong báo cáo rằng cần một buồng lái sưởi ấm và thùng nhiền liệu lớn hơn.
Mẫu thử đầu tiên tiếp tục các chuyến bay thử nghiệm cho đến năm 1944. Vào thời điểm đó, các máy bay trang bị động cơ phản lực tiên tiến hơn đã sẵn sàng. Dù Gloster E.28/39 không đạt được vận tốc cao, nó chứng tỏ là một nền tảng thử nghiệm tốt và đạt được ‘’vận tốc leo cao cùng trần bay tốt’’. Hơn nữa, kinh nghiệm khi thiết kế E.28/39 đã giúp các kỹ sư Anh thiết kế nên Gloster Meteor, mẫu máy bay chiến đấu phản lực đưa vào trang bị đầu tiên của Anh. Nó được trang bị động cơ Rolls-Royce Welland, thế hệ tiếp theo từ loại động cơ Power Jets W.1.

## Những chiếc còn sót lại
Năm 1946, mẫu thử đầu tiên (số thứ tựW4041) được đặt ở Bảo tàng Khoa học ở trung tâm London, nó được trưng bày ở Gian trưng bày máy bay. Một bản sao kích thước đủ được đặt trên một đài tưởng niệm ở một bùng binh gần phía bắc Sân bay Farnborough ở Hampshire để tưởng niệm Ngài Frank Whittle. Một mô hình kích thước đủ tương tự được trưng bày ở giữa một bùng binh ở Lutterworth tại Leicestershire, nơi sản xuất động cơ máy bay.
Một mô hình kích cỡ đầy đủ có cùng khuôn, có các chi tiết chính xác và màu sơn, được các thành viên của Bảo tàng Thời đại Phản lực chế tạo tại Gloucester. Nó đã được trưng bày ở Brockworth, Gloucester, trong Ngày hàng không Kemble và chương trình MVT ở Kemble, một phần trong Lễ kỷ niệm 100 năm ngày sinh Frank Whittle trong tháng 6/2007.

## Quốc gia sử dụng
Anh Quốc
- Viện nghiên cứu khoa học không quân

## Tính năng kỹ chiến thuật (Gloster E.28/39)

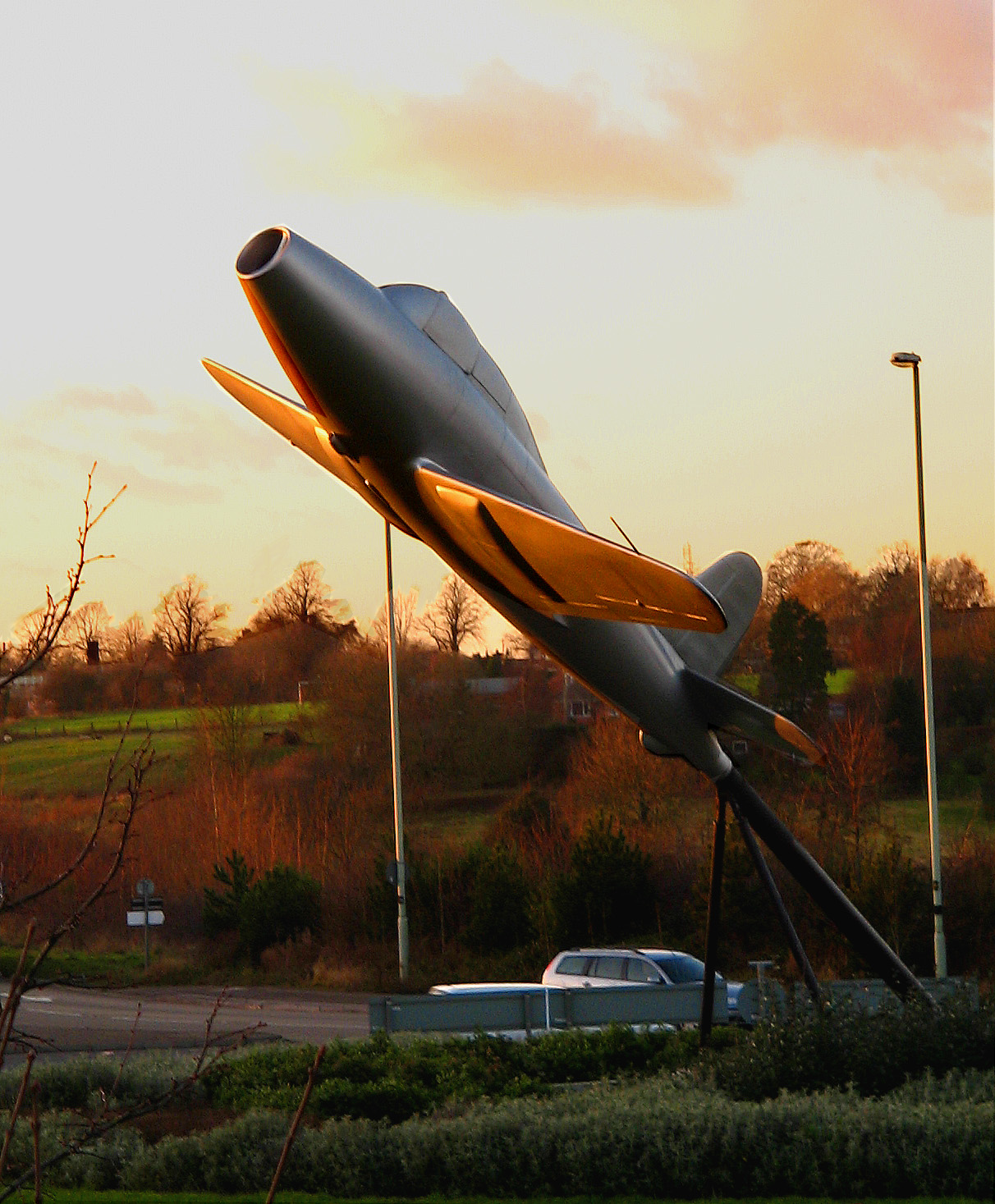
Mô hình của Gloster E.28/39 tại Lutterworth

Gloster E.28/39

### Đặc điểm riêng
- Tổ lái: 1
- Chiều dài: 25 ft 4 in (7.74 m)
- Sải cánh: 29 ft 0 in (8.84 m)
- Chiều cao: 8 ft 10 in (2.70 m)
- Diện tích cánh: 146 ft² (13.6 m²)
- Trọng lượng rỗng: 2,886 lb (1,309 kg)
- Trọng lượng cất cánh: 3,748 lb (1,700 kg)
- Động cơ: 1 động cơ phản lực Power Jets W.1, lực đẩy 860 lbf (3.8 kN)
- Sức chứa nhiên liệu: 81 gallon[2]

### Hiệu suất bay
- Vận tốc cực đại: 338 mph (544 km/h) trên độ cao 10,000 ft (3,050 m)
- Thời gian bay: 56 phút
- Tầm bay: 410 mi (656 km)
- Trần bay: 32,000 ft (9,755 m)
- Vận tốc lên cao: 1,063 ft/min (5.9 m/s)
- Lực đẩy/trọng lượng: 0.21

### Vũ khí
- Không trang bị nhưng có thể trang bị 4 khẩu súng máy 0.303 in (7.7 mm) Browning